# آشپز هنگ
آشپز هنگ، (به انگلیسی: At War With The Army) فیلمی در ژانر موزیکال کمدی است. کارگردان فیلم آشپز هنگ، جری لوئیس و دین مارتین است. این فیلم در سال ۱۹۵۰ میلادی ساخته شد.

## داستان فیلم
این فیلم در اواخر سال ۱۹۴۴، در طول جنگ جهانی دوم در پایگاه ارتش ایالات متحده در کنتاکی قرار گرفته‌است. شخصیت‌های اصلی گروهبان اول ویک پوچینلی (دین مارتین) و الوین کرووین خصوصی درجه یک خصوصی (جری لوئیس) هستند که قبل از پیوستن به ارتش در یک آهنگ و آواز در کلاب شبانه شریک بودند.
پوچینلی می‌خواهد از شغل کسل کننده خود به وظیفه فعال در خارج از کشور منتقل شود، اما از انتقال امتناع می‌شود و قرار است به مقام ضمانت ارتقا یابد. کوروین برای دیدن همسر و نوزاد جدیدش پاس می‌خواهد. علاوه بر این، آنها باید برای نشان دادن استعداد پایه تلاش کنند و از عصبانیت گروهبان افلاک آلوین، گروهبان مک وی (مایک کلین) جلوگیری کنند.
در طول راه، هر دو آهنگ چند آواز می‌خوانند، و با بازآفرینی صحنه ای از (Going My Way - 1944) برای نمایش استعداد، تصویری از بینگ کراسبی و باری فیتزجرالد را انجام می‌دهند. عوارض بیشتر شامل یک کارگر Post Exchange که حامله است، یک فرمانده شرکت است که تمام اطلاعات خود را از همسرش، یک گروهبان تهیه برنامه‌ریزی و یک دستگاه معیوب Coca-Cola دریافت می‌کند.